# Namsos
Namsos es una ciudad noruega y un municipio en la provincia de Trøndelag junto a la desembocadura del río Namsen. Tiene una población de 13 026 según el censo de 2015. Su temperatura media anual es de 5 °C.
La ciudad fue fundada en 1845 y se encuentra en un promontorio que se extiende hacia una pequeña bahía. La construcción predominante es la de casas de madera, motivo por el que ha sufrido incendios importantes a lo largo de su corta historia en tres ocasiones. La primera, en 1872, fue causada por dos muchachos que jugaban con fósforos. El segundo incendio fue en 1897, por causas desconocidas. La tercera vez ocurrió durante la Segunda Guerra Mundial cuando la ciudad fue bombardeada por la aviación alemana el 20 de abril de 1940.